# Premsa de vi i cup de Jovans
La Premsa de vi i cup de Jovans és una obra de Torà (Solsonès) protegida com a Bé Cultural d'Interès Local.

## Descripció
Premsa de vi i cup construïts entre els segles XIX i XX. Per arribar-hi, cal seguir les indicacions fins a arribar a Torà. Allà, s'ha d'agafar la LV-3005 en direcció Solsona. A 3,8 km es troba, a mà esquerra, el camí que condueix a Millet; des d'aquí cal continuar en direcció nord fins al mas Jovans.
El cup, de forma cilíndrica (275 cm de fondària i 210 cm de diàmetre), està revestit de carreus ben picats i cobert amb una llosa de gres. Al seu interior es troba la premsa de caragol, de fusta i amb un gran bloc de pedra com a basament; aquest últim presenta un sistema de canalons excavats de desguàs, i un recipient circular -també excavat- a la cinglera.